# Episodi di A Man Called Shenandoah
La prima e unica stagione della serie televisiva A Man Called Shenandoah è andata in onda negli Stati Uniti dal 13 settembre 1965 al 16 maggio 1966 sulla ABC.
| nº | Titolo originale              | Prima TV USA      |
| -- | ----------------------------- | ----------------- |
| 1  | The Onslaught                 | 13 settembre 1965 |
| 2  | Survival                      | 20 settembre 1965 |
| 3  | The Fort                      | 27 settembre 1965 |
| 4  | The Caller                    | 11 ottobre 1965   |
| 5  | The Debt                      | 18 ottobre 1965   |
| 6  | O'Bion - 1866                 | 25 ottobre 1965   |
| 7  | The Verdict                   | 1º novembre 1965  |
| 8  | Town on Fire                  | 8 novembre 1965   |
| 9  | Incident at Dry Creek         | 15 novembre 1965  |
| 10 | The Locket                    | 22 novembre 1965  |
| 11 | The Reward                    | 29 novembre 1965  |
| 12 | A Special Talent for Killing  | 6 dicembre 1965   |
| 13 | The Siege                     | 13 dicembre 1965  |
| 14 | The Bell                      | 20 dicembre 1965  |
| 15 | The Young Outlaw              | 27 dicembre 1965  |
| 16 | The Accused                   | 3 gennaio 1966    |
| 17 | Run, Killer, Run              | 10 gennaio 1966   |
| 18 | Rope's End                    | 17 gennaio 1966   |
| 19 | The Lost Diablo               | 24 gennaio 1966   |
| 20 | A Long Way Home               | 31 gennaio 1966   |
| 21 | End of a Legend               | 7 febbraio 1966   |
| 22 | Run and Hide                  | 14 febbraio 1966  |
| 23 | The Riley Brand               | 21 febbraio 1966  |
| 24 | Muted Fifes, Muffled Drums    | 28 febbraio 1966  |
| 25 | Plunder                       | 7 marzo 1966      |
| 26 | Marlee                        | 14 marzo 1966     |
| 27 | The Death of Matthew Eldridge | 21 marzo 1966     |
| 28 | Aces and Kings                | 28 marzo 1966     |
| 29 | The Imposter                  | 4 aprile 1966     |
| 30 | An Unfamiliar Tune            | 11 aprile 1966    |
| 31 | The Clown                     | 18 aprile 1966    |
| 32 | Requiem for the Second        | 2 maggio 1966     |
| 33 | Care of General Delivery      | 9 maggio 1966     |
| 34 | Macauley's Cure               | 16 maggio 1966    |

## The Onslaught
- Prima televisiva: 13 settembre 1965
- Diretto da: Paul Wendkos
- Scritto da: Norman Katkov
- Soggetto di: E. Jack Neuman

### Trama
- Guest star: Noah Keen (dottor McGee), Beverly Garland (Kate), Robert Foulk (Mitt), Richard Devon (Lloyd Fitts), Steve Gravers (Carl)

## Survival
- Prima televisiva: 20 settembre 1965
- Diretto da: Don McDougall
- Scritto da: Sam Ross

### Trama
- Guest star: John Anderson (sceriffo), Adam Williams (Tate), John Davis Chandler (Cassidy), Dennis Patrick (Red), Jeanne Cooper (Bess)

## The Fort
- Prima televisiva: 27 settembre 1965
- Diretto da: Don McDougall
- Scritto da: Sam Ross

### Trama
- Guest star: Milton Selzer (capitano Crowell), Warren Oates (sergente Ryder), Edward Binns (maggiore Morrison)

## The Caller
- Prima televisiva: 11 ottobre 1965
- Diretto da: David Alexander
- Scritto da: Dan Mainwaring

### Trama
- Guest star: Cloris Leachman (Laurie Sherman), David Sheiner (McCrary), Kent Smith (dottor Sherman), Katie Sweet (Ellen Burgess)

## The Debt
- Prima televisiva: 18 ottobre 1965
- Diretto da: John English
- Scritto da: Jack Turley

### Trama
- Guest star: Paul Carr (Billy Claymoor), Charles McGraw (sceriffo Hobbs), Harry Dean Stanton (Quince Logan), Whit Bissell (Henry Claymoor), Joseph V. Perry, Ken Mayer, Gregg Palmer

## O'Bion - 1866
- Prima televisiva: 25 ottobre 1965
- Diretto da: Harry Harris
- Scritto da: Robert C. Dennis

### Trama
- Guest star: Claude Akins (Furdy Brown), James Griffith (Andrews), Robert G. Anderson (sceriffo), Ken Lynch (proprietario terriero)

## The Verdict
- Prima televisiva: 1º novembre 1965
- Diretto da: Thomas Carr
- Scritto da: Daniel B. Ullman

### Trama
- Guest star: Robert Carson (giudice), Richard Carlyle (Parks), James Gavin (Ferguson), Bing Russell (Clem), Edward Asner (Sam Chance), Bruce Dern (Bobby Ballantine), Harry Townes (dottor Stanton), Bill Zuckert (Williams), Tom Greenway (Marshal)

## Town on Fire
- Prima televisiva: 8 novembre 1965
- Diretto da: Nathan Juran
- Scritto da: Robert Hamner

### Trama
- Guest star: Don Megowan (Johnny Kyle), Elinor Donahue (Julie Wade), Simon Scott (Tom Wade), Henry Jones (Arnold Shaw), Warren J. Kemmerling (sceriffo)

## Incident at Dry Creek
- Prima televisiva: 15 novembre 1965
- Diretto da: Joseph H. Lewis
- Scritto da: Antony Ellis

### Trama
- Guest star: Leif Erickson (sceriffo Dan Grier), Kelly Thordsen (Sam Yorby), Nina Shipman (Ann Mellet), Michael Burns (Frank Yorby)

## The Locket
- Prima televisiva: 22 novembre 1965
- Diretto da: Harry Harris
- Scritto da: Samuel A. Peeples

### Trama
- Guest star: Martin Landau (Jace Miller), Chris Alcaide (Frank Abbott), Mort Mills (sceriffo), Trevor Bardette (commerciante)

## The Reward
- Prima televisiva: 29 novembre 1965
- Diretto da: Nathan Juran
- Scritto da: Robert C. Dennis

### Trama
- Guest star: Kevin Hagen (Pike), Karen Steele (Naomi), Hank Patterson (Godey), Walter Sande (sceriffo Beal), Lloyd Bochner (Murray), Kate Murtagh, Lyle Sudrow

## A Special Talent for Killing
- Prima televisiva: 6 dicembre 1965
- Diretto da: Harry Harris
- Scritto da: Robert Hamner

### Trama
- Guest star: Willard Sage (Eldon Bennett), James Frawley (Luther Hayes), George Kennedy (Mitchell Canady), Madlyn Rhue (Ann Clayton)

## The Siege
- Prima televisiva: 13 dicembre 1965
- Diretto da: Jud Taylor
- Scritto da: Robert C. Dennis

### Trama
- Guest star: Hal Baylor (Driscoll), George Mitchell (Billings), Charles Aidman (Andrew Stiles), Malcolm Atterbury (giudice Evans), Harlan Warde (sceriffo), Joyce Van Patten (Lily), Charlie Briggs (Tibbert), Lorette Strome (Nora)

## The Bell
- Prima televisiva: 20 dicembre 1965
- Diretto da: David Alexander
- Scritto da: Terence Maples, Joan Maples

### Trama
- Guest star: Arthur Batanides (Larson), Nehemiah Persoff (padre Rodriguez), Jim Boles (Clay), Robert Sorrells (Rafferty), Meg Wyllie (Mrs. Clay)

## The Young Outlaw
- Prima televisiva: 27 dicembre 1965
- Diretto da: Don McDougall
- Scritto da: Frank Gruber

### Trama
- Guest star: Myron Healey (William Colt), John Milford (Pendleton), Robert Random (Colt), John Dehner (Moberly)

## The Accused
- Prima televisiva: 3 gennaio 1966
- Diretto da: Byron Paul
- Scritto da: Herman Groves, Joseph Calvelli
- Soggetto di: Herman Groves

### Trama
- Guest star: Ed Peck, Bart Burns, Russ Whiteman, Barry Brooks, Rickie Sorensen, Russell Collins (commesso), Gregory Walcott (Marshal), Fay Spain (Millie Turner), Albert Salmi (Will Turner)

## Run, Killer, Run
- Prima televisiva: 10 gennaio 1966
- Diretto da: Nathan Juran
- Scritto da: Paul Savage

### Trama
- Guest star: Sandy Kenyon (Matthew Carson), Sally Kellerman (Phyllis Bartlett), James Seay (dottore), Roy Barcroft (Drew Narramore), Leonard Nimoy (Del Hillman), Charles Horvath (Hagen)

## Rope's End
- Prima televisiva: 17 gennaio 1966
- Diretto da: Virgil Vogel
- Scritto da: Daniel B. Ullman

### Trama
- Guest star: Russell Thorson (giudice Harvey), L. Q. Jones (Ben Lloyd), Fred Lerner (attaccabrighe), Vic Perrin (gestore della stazione), Susan Oliver (Virginia Harvey), Michael Ansara (Adam Lloyd), Jon Locke (conducente)

## The Lost Diablo
- Prima televisiva: 24 gennaio 1966
- Diretto da: Jerry Hopper
- Scritto da: Samuel A. Peeples

### Trama
- Guest star: Susan Bay (Conchita Roberts), Than Wyenn (Nacho), James Gregory (Jake Roberts), Robert Loggia (Manuel Rojas)

## A Long Way Home
- Prima televisiva: 31 gennaio 1966
- Diretto da: Lewis Allen
- Scritto da: Robert Hamner

### Trama
- Guest star: Lyle Bettger (sceriffo), Ron Hayes (Jamie Brewster), Bill Quinn (dottore), John Reilly (Jamie Brewster, Jr.), Geraldine Brooks (Angie Brewster), Quintin Sondergaard (vicesceriffo)

## End of a Legend
- Prima televisiva: 7 febbraio 1966
- Diretto da: Jud Taylor
- Scritto da: Robert Hamner

### Trama
- Guest star: Gail Kobe (Ellie), J. D. Cannon (Jason Brewster), Alfred Shelly (commesso), Karl Swenson (sceriffo Garrett), John Damler (barista)

## Run and Hide
- Prima televisiva: 14 febbraio 1966
- Diretto da: Tom Gries
- Scritto da: Robert C. Dennis

### Trama
- Guest star: Lane Bradford (Arch), Berkeley Harris (Ted Kern), Lynn Loring (Jocelyn), Frank Marth (dottore), Andrew Duggan (Harley Kern)

## The Riley Brand
- Prima televisiva: 21 febbraio 1966
- Diretto da: Jud Taylor
- Scritto da: Charles Hoffman

### Trama
- Guest star: Joanna Pettet (Julia Riley), Warren Stevens (Jared Abel), DeForest Kelley (Egan)

## Muted Fifes, Muffled Drums
- Prima televisiva: 28 febbraio 1966
- Diretto da: Jud Taylor
- Scritto da: Robert Hamner

### Trama
- Guest star: Anne Helm (Christie Dudley), Norman Fell (capitano Dudley), John Cliff (Jim Scully), Michael Witney (sergente MacDonald), Gregory Morton (colonnello)

## Plunder
- Prima televisiva: 7 marzo 1966
- Diretto da: Joseph H. Lewis
- Scritto da: Daniel B. Ullman

### Trama
- Guest star: Pat Hingle (Tenney), Paul Fix (Sam Winters), Jan Shepard (Ann Winters), Mark Allen (uomo con il fucile)

## Marlee
- Prima televisiva: 14 marzo 1966
- Diretto da: Jud Taylor
- Scritto da: Adrian Spies

### Trama
- Guest star: James Griffith (Smithy), Nina Foch (Marlee Cole), John Ireland (sceriffo Cole), Rikki Stevens (Louise)

## The Death of Matthew Eldridge
- Prima televisiva: 21 marzo 1966
- Diretto da: Joseph H. Lewis
- Scritto da: Paul Savage

### Trama
- Guest star: Gregory Walcott (sceriffo Henry), Byron Morrow (Matthew Eldridge), Louise Latham (Cora Eldridge), Woodrow Parfrey (Cliff Eldridge), Douglas Fowley (Gil Harden)

## Aces and Kings
- Prima televisiva: 28 marzo 1966
- Diretto da: Jud Taylor
- Scritto da: Robert Hamner

### Trama
- Guest star: Antoinette Bower (Lila Eldridge), Steve Brodie (Gilbert Benteen), Bert Freed (sceriffo Wade), Strother Martin (cowboy)

## The Imposter
- Prima televisiva: 4 aprile 1966
- Diretto da: Nathan Juran
- Scritto da: Daniel B. Ullman

### Trama
- Guest star: Jay C. Flippen (Andrew O'Rourke), Juliet Mills (Paula O'Rourke), Ernest Sarracino (dottor Mendoza), Fred Beir (Tim O'Rourke), Sara Taft, Jon Lormer, Robert Cornthwaite

## An Unfamiliar Tune
- Prima televisiva: 11 aprile 1966
- Diretto da: Tom Gries
- Scritto da: Theodore Apstein, Tony Barrett

### Trama
- Guest star: Read Morgan (Cal), Tim Herbert (addetto al telegrafo), Herb Vigran (giudice), Brian Nash (ragazzo), Diana Hyland (Nancy Pruitt), Harold Stone (Jason Pruitt), Tom O'Leary (Obie)

## The Clown
- Prima televisiva: 18 aprile 1966
- Diretto da: Nathan Juran
- Scritto da: Ed Adamson

### Trama
- Guest star: Arthur O'Connell (professore), Frank Gorshin (Otto), Amber Flower (bambina), Paul Birch (Farrell), Chester Hayes (uomo)

## Requiem for the Second
- Prima televisiva: 2 maggio 1966
- Diretto da: Murray Golden
- Scritto da: Robert Hamner

### Trama
- Guest star: Maurine Dawson (Ellen), Jason Wingreen (impiegato dell'hotel), Ross Elliott (sceriffo), John Cliff (Jim Scully), Martin Milner (Neal Henderson)

## Care of General Delivery
- Prima televisiva: 9 maggio 1966
- Diretto da: Nathan Juran
- Scritto da: Ed Adamson

### Trama
- Guest star: George Selk (Pierson), Jeanette Nolan (Matilda Coleman), James Doohan (Howard), Anne Loos (Sarah), John McIntire (Simon), Charles Seel (Enoch)

## Macauley's Cure
- Prima televisiva: 16 maggio 1966
- Diretto da: Murray Golden
- Scritto da: Ed Adamson, Robert Hamner

### Trama
- Guest star: Gary Merrill (sceriffo Sumner), Eduard Franz (dottor Macauley), Virginia Christine (Mrs. Macauley), Richard H. Cutting (uomo)